# Калдар
Калдар (тадж. Калдар) — село в сельском джамоате Саритал Лахшского района. Расстояние от села до центра района (пгт Вахдат) — 34 км, до центра джамоата (село Саритал) — 6 км. Население — 561 человек (2017 г.), таджики. Население в основном занято сельским хозяйством.

## Этимология
Происходит от киргизского слова калдар.